# سیارک ۸۲۴۴
سیارک ۸۲۴۴ (به انگلیسی: 8244 Mikolaichuk، نامگذاری:1975TO2) هشت هزار و دویست و چهل و چهارمین سیارک کشف شده‌است که در ۳ اکتبر ۱۹۷۵ کشف شد.
قدر مطلق سیارک برابر ۱۴٫۳۰ است.